# Tanzimat
Tanzimat (osmańskotureckie تنظيمات) – okres reform w Imperium Osmańskim w latach 1839–1876. Termin ten w języku osmańskotureckim oznacza „reorganizację”.
Tanzimat rozpoczął się zarówno dzięki inicjatywie sułtanów Mahmuda II i Abdulmecida I, jak i za sprawą inicjatywy doświadczonych na europejskich placówkach dyplomatycznych doradców: Ali Paszy, Midhata Paszy, Fuada Paszy oraz Raszida Paszy. Doszli do wniosku, że stare religijne i wojskowe instytucje nie były w stanie sprostać potrzebom imperium we współczesnym świecie. Większość symbolicznych zmian, takich jak zmiana ubiorów, miała na celu zmianę mentalności i sposobu zarządzania imperium. Wiele reform zostało bezpośrednio zapożyczonych od europejskich mocarstw. Reformy przewidywały powszechny pobór do wojska, zmianę systemu nauczania oraz miały na celu ukrócenie korupcji.
Projekt zmian został wprowadzony w okresie, gdy granice państwa zaczęły się zmniejszać, a wewnętrzna stabilność poczęła ustępować anarchii. Za datę dzienną rozpoczęcia tanzimatu uważa się 3 listopada 1839 roku, gdy sułtan Abdulmecid I wydał statut dla rządu tureckiego, zwany Hatt-i Sharif.
Celem wydania owego dokumentu było ujednolicenie większości instytucji i spowodowanie by administracja odnosiła sukcesy w zarządzaniu. Wszystkie prowincje imperium winny być zarządzane w podobny sposób. Zmierzano do regularnego poboru i gromadzenia podatków, do systematycznego poboru rekruta, chciano zapewnić ochronę życia, godności i własności obywatelom.
Reformy:
- 1840 – zreformowano radę do spraw reform
- 1845 – ustanowiono nową strukturę armii i wprowadzono obowiązek powszechnej służby wojskowej dla muzułmanów
- 1846 – ustanowiono kodeks administracyjny, odebrano również duchowieństwu kontrolę nad szkolnictwem, przekazując szkoły podstawowe pod opiekę rządu. Nauka miała być bezpłatna
- 1847 – stworzono sądy cywilne i karne mieszane w których zeznania muzułmanów traktowane były na równi ze świadectwami nie muzułmanów
- 1850 – przyjęto wzorowany na francuskim kodeks handlowy
- 1852 – dokonano nowej reformy administracyjnej dzieląc kraj na wilajety i sandżaki
- 1855 – zniesiono haracz płacony przez chłopów
- 1856 – przeprowadzono reorganizację mennicy państwowej i założono Bank Osmański
- 1857 – powstało ministerstwo oświaty

Edykt został uzupełniony przez Hatt-i Humayan wydany w 1856 roku, który zakładał równość wszystkich religii. Od 1869 roku każdy męski obywatel imperium osmańskiego był równy wobec prawa bez względu na wyznawaną religię oraz na różnice narodowościowe.
W 1858 opracowano nowy kodeks karny i postępowania handlowego, wydano nowe prawo agrarne, przeprowadzono kodyfikację prawa karnego, stopniowo wprowadzano sądy świeckie, zaczęły powstawać również żeńskie szkoły.  W 1869 roku wprowadzono jednolity kodeks cywilny i zobowiązań (Mecelle). W 1861 roku zniesiono reglamentację towarów przez cechy, dając tym samym możliwość swobodnego rozwoju rzemiosła. W 1869 roku wydana została nowa ustawa regulująca zagadnienia oświaty i szkolnictwa.
Jedna z najważniejszych reform, która przyniosła kres tanzimatowi w 1876 roku, zatwierdzała ograniczenie autokratycznej władzy sułtana. Wszystkie wydarzenia tego okresu zwane są pierwszą konstytucyjną erą. Gdy sułtan Abd-ul-Hamid II zatwierdził nową konstytucję szybko okazało się, że obróciła się ona przeciwko niemu. Rozpoczął się okres represji i regresu państwa.
Era tanzimatu przyniosła wiele skutków. Edukacyjne reformy doprowadziły do powstania ruchu młodotureckiego. Przyszli przywódcy Turcji oraz uczeni muzułmańscy byli nauczani w szkołach powstałych w latach 1839–1876. Zmiany w strukturze posiadania ziemi na własność pozwoliły rosyjskim Żydom na zakup terenów w Palestynie, doprowadzając do masowych emigracji na te obszary, zapoczątkowując proces zwany alliją i ułatwiając rozwój syjonizmu oraz powstanie państwa Izrael.